# 拉格莱语
拉格莱语是印度支那半島拉格莱族的母語，其使用範圍位於越南南部。
拉格萊語可以分為四種方言：北部方言、Du Long方言、南部方言、Cac Gia方言。
拉格萊語和占語、嘉萊語、埃地語、朱魯語一起同屬於占語支。同該語支的其他語言一樣，拉格萊語的使用正在減少，母語使用者同時會說越南語，而越南語在大多數官方或公共場合中使用。